# کلاغ‌آباد میرزا چاهی
کلاغ‌آباد میرزا چاهی یا غریب‌آباد میرزا چاهی روستایی در دهستان چشمه زیارت بخش مرکزی شهرستان زاهدان استان سیستان و بلوچستان ایران است.

## جمعیت
بر پایه سرشماری عمومی نفوس و مسکن در سال ۱۳۹۵ جمعیت این روستا ۴۴ نفر (۱۱خانوار) بوده‌است.